# Golden Years (lied)
Golden Years is een nummer van Britse muzikant David Bowie, uitgebracht als de eerste single van zijn album Station to Station uit 1976. Het verscheen als een verkorte single in november 1975, alvorens in de volledige versie op dit album te verschijnen in 1976. Het was het eerste nummer dat klaar was voor dit album en werd korte tijd ook gezien als de titeltrack van het album.
De plaat werd wereldwijd een hit. In thuisland het Verenigd Koninkrijk bereikte de single de 8e positie in de UK Singles Chart en in Ierland de 9e positie. In de Verenigde Staten werd de 10e positie in de Billboard Hot 100 bereikt.
In Nederland was de plaat op donderdag 25 december 1975 Alarmschijf, destijds bij de TROS op Hilversum 3 en werd een grote hit in de destijds twee hitlijsten op de nationale popzender. De plaat bereikte in zowel de Nederlandse Top 40 als de Nationale Hitparade de 6e positie. In België bereikte de single de 10e positie van de Vlaamse Ultratop 50 en de 13e positie van de Vlaamse Radio 2 Top 30.
Sinds de eerste editie in december 1999 staat de plaat regelmatig genoteerd in de jaarlijkse NPO Radio 2 Top 2000.

## Achtergrond
Het nummer is een ietwat vertekend voorproefje op het album, aangezien het meer leunt naar de soul- en funkmuziek van Bowies voorgaande album Young Americans dan naar de andere nummers op Station to Station. Op dit album worden namelijk meer Kraftwerk-invloeden en elektronische muziek gebruikt in aanloop naar de zogeheten "Berlijnse trilogie".
Volgens Bowie zelf heeft hij het nummer aangeboden aan Elvis Presley, maar die had het aanbod afgeslagen. Verder zei hij dat zowel zijn eerste vrouw Angela Bowie als zangeres Ava Cherry de inspiratie vormden voor het nummer.
Bowie leek drank of drugs gebruikt te hebben toen hij optrad, en daarbij het nummer zong, in het muzikale tv-programma Soul Train in 1975. Bowie was een van de eerste blanke artiesten die in het programma optraden. De beelden bij dit optreden werden gebruikt als de videoclip voor het nummer. Hij bracht het nummer tijdens vier van zijn tournees ten gehore.
In 2011 werd het nummer opnieuw uitgebracht als single, nadat vier diskjockey's van het radiostation KCRW remixen van het nummer hadden aangeleverd. De heruitgave was gepland ten tijde van de 35e verjaardag van Station to Station en de luxe-versie van dit album die tegelijkertijd uit werd gebracht.

## Tracklist
Originele single
1. Golden Years (Bowie) - 3:22
2. Can You Hear Me? (Bowie) - 5:04

David Bowie vs KCRW
1. Golden Years (Single Version) - 3:27
2. Golden Years (Anthony Valdez KCRW Remix) - 4:22
3. Golden Years (Eric J. Lawrence KCRW Remix) - 3:11
4. Golden Years (Chris Douridas KCRW Remix) - 4:25
5. Golden Years (Jeremy Sole KCRW Remix) - 4:37

## Muzikanten
- David Bowie: zang, akoestische gitaar
- Warren Peace: percussie, achtergrondzang
- Carlos Alomar: elektrische gitaar
- Earl Slick: elektrische gitaar op Golden Years
- George Murray: basgitaar op Golden Years
- Dennis Davis: drums op Golden Years
- Harry Maslin: melodica op Golden Years
- Willie Weeks: basgitaar op Can You Hear Me
- Mike Garson: piano op Can You Hear Me
- Andy Newmark: drums op Can You Hear Me
- David Sanborn: saxofoon op Can You Hear Me
- Pablo Rosario: percussie op Can You Hear Me
- Larry Washington: conga op Can You Hear Me
- Ava Cherry, Robin Clark, Luther Vandross: achtergrondzang op Can You Hear Me

## Hitnoteringen

### Nederlandse Top 40
| Hitnotering: 03-01-1976 t/m 28-02-1976 | Hitnotering: 03-01-1976 t/m 28-02-1976 | Hitnotering: 03-01-1976 t/m 28-02-1976 | Hitnotering: 03-01-1976 t/m 28-02-1976 | Hitnotering: 03-01-1976 t/m 28-02-1976 | Hitnotering: 03-01-1976 t/m 28-02-1976 | Hitnotering: 03-01-1976 t/m 28-02-1976 | Hitnotering: 03-01-1976 t/m 28-02-1976 | Hitnotering: 03-01-1976 t/m 28-02-1976 | Hitnotering: 03-01-1976 t/m 28-02-1976 | Hitnotering: 03-01-1976 t/m 28-02-1976 |
| Week:                                  | 1                                      | 2                                      | 3                                      | 4                                      | 5                                      | 6                                      | 7                                      | 8                                      | 9                                      |                                        |
| -------------------------------------- | -------------------------------------- | -------------------------------------- | -------------------------------------- | -------------------------------------- | -------------------------------------- | -------------------------------------- | -------------------------------------- | -------------------------------------- | -------------------------------------- | -------------------------------------- |
| Positie:                               | 20                                     | 10                                     | 8                                      | 7                                      | 6                                      | 8                                      | 23                                     | 32                                     | 39                                     | uit                                    |

### Nationale Hitparade
| Hitnotering: 03-01-1976 t/m 14-02-1976 | Hitnotering: 03-01-1976 t/m 14-02-1976 | Hitnotering: 03-01-1976 t/m 14-02-1976 | Hitnotering: 03-01-1976 t/m 14-02-1976 | Hitnotering: 03-01-1976 t/m 14-02-1976 | Hitnotering: 03-01-1976 t/m 14-02-1976 | Hitnotering: 03-01-1976 t/m 14-02-1976 | Hitnotering: 03-01-1976 t/m 14-02-1976 | Hitnotering: 03-01-1976 t/m 14-02-1976 |
| Week:                                  | 1                                      | 2                                      | 3                                      | 4                                      | 5                                      | 6                                      | 7                                      |                                        |
| -------------------------------------- | -------------------------------------- | -------------------------------------- | -------------------------------------- | -------------------------------------- | -------------------------------------- | -------------------------------------- | -------------------------------------- | -------------------------------------- |
| Positie:                               | 20                                     | 9                                      | 7                                      | 6                                      | 7                                      | 12                                     | 24                                     | uit                                    |

### NPO Radio 2 Top 2000
| Nummer met noteringen in de NPO Radio 2 Top 2000 | '99 | '00  | '01  | '02 | '03 | '04  | '05  | '06  | '07  | '08  | '09  | '10  | '11  | '12  | '13  | '14  | '15  | '16 | '17  | '18  | '19  | '20  | '21  | '22  | '23  | '24  |
| ------------------------------------------------ | --- | ---- | ---- | --- | --- | ---- | ---- | ---- | ---- | ---- | ---- | ---- | ---- | ---- | ---- | ---- | ---- | --- | ---- | ---- | ---- | ---- | ---- | ---- | ---- | ---- |
| Golden Years                                     | 672 | 1259 | 1051 | 838 | 914 | 1100 | 1137 | 1362 | 1566 | 1225 | 1134 | 1173 | 1262 | 1197 | 1199 | 1250 | 1250 | 576 | 1024 | 1072 | 1194 | 1204 | 1271 | 1287 | 1331 | 1691 |

1. ↑  Een vetgedrukt getal geeft de hoogste notering aan.

- MusicBrainz work: 56706f04-0c7e-3380-9e24-026deeba13cb